# Corvinone Veronese
Corvinone Veronese ist eine Rotweinsorte, die fast ausschließlich in Venetien beheimatet ist. Sie ist robust und ertragreich und wird häufig als Verschnitt mit den regionalen Rebsorten Corvina Veronese, Rondinella, Molinara und anderen angeboten. Zu Weinen, in denen Corvinone Veronese enthalten sein kann, gehören die Valpolicella-Weine, Bardolino, Ripasso, Recioto und Amarone. Im Jahr 2000 wurde eine bestockte Rebfläche von 95 Hektar erhoben.
Lange nahm man an, dass die Rebsorten Corvina und Corvinone enge Verwandte sind, wodurch sich auch die Ähnlichkeit der Namen erklärt. DNA-Tests ergaben jedoch, dass sich die beiden Rebsorten weitestgehend unabhängig voneinander entwickelt haben.

## Synonyme
Die Rebsorte ist auch unter folgenden Namen bekannt: Corba, Corgnola, Corniola, Corvina, Corvina Comune, Corvina Doppia, Corvina Gentile, Corvina Nera, Corvina Nostrana, Corvina Pelosa, Corvina Reale, Corvina Rizza, Corvine Nostrana, Croetto, Crovina, Cruina, Cruina Zervei De Gatto, Curvina, Curvinessa, Martinenga, Sgorbera.

## Ampelographische Sortenmerkmale
In der Ampelographie wird der Habitus folgendermaßen beschrieben:
- Die Triebspitze ist offen. Sie ist leicht wollig behaart und leicht rosa gefleckt. Die gelblich-grünen Jungblätter sind schwach behaart.
- Die mittelgroßen bis großen Blätter sind fünflappig und mäßig gebuchtet. Die Stielbucht ist lyra-förmig ausgeprägt und die Enden überlappen. Das Blatt ist fein gezahnt.
- Die leicht konusförmige Traube ist geschultert, groß und dichtbeerig. Die länglich-ovalen Beeren sind groß und von pflaumenähnlich dunkelvioletter Farbe. Die Schale der Beere ist dick. Das Aroma der Beere leicht adstringierend.

Die Sorte reift ca. 30 Tage nach dem Gutedel und gilt somit als spätreifend. Corvinone Veronese ist eine Varietät der Edlen Weinrebe (Vitis vinifera). Sie besitzt zwittrige Blüten und ist somit selbstfruchtend. Beim Weinbau wird der ökonomische Nachteil vermieden, keinen Ertrag liefernde, männliche Pflanzen anbauen zu müssen.